# Wilhelm 1. af Württemberg
Wilhelm 1. af Württemberg (Wilhelm Friedrich Karl von Württemberg, født 27. september 1781 i Lüben, død 25. juni 1864) var konge af Württemberg 1816-1864.
Han var søn af kong Fredrik 1. af Württemberg (1754-1816) og Augusta af Braunschweig-Wolfenbüttel (1764-1788).
Han giftede sig 8. juni 1808 i München med prinsesse Charlotte af Bayern (1792-1873), datter af kong Maximilian 1. Joseph af Bayern (1756-1825) og prinsesse Augusta Wilhelmine af Hessen-Darmstadt (1765-1796). De blev skilt i 1814.
Wilhelm 1. døde på Schloss Rosenstein i Stuttgart.

## Børn
Med sin 2. kone Katarina Pavlovna af Rusland (1788-1819):
- Marie (1816-1887) – gift med grev Alfred von Neipperg (1807-1865)
- Sophie af Württemberg (1818 – 1877) – gift med Vilhelm 3. af Nederlandene

Med sin 3. kone Pauline Therese af Württemberg (1800-1873):
- Katharina af Württemberg (1821-1898) – mor til Wilhelm 2. af Württemberg
- Karl 1. af Württemberg (1823-1891) – 3. konge af Württemberg
- Augusta (1826-1898)